# قدسیا
قدسیا (به عربی: قدسیا) یک منطقهٔ مسکونی در سوریه است که در شهرستان قدیسا واقع شده‌است.

## خصوصیات
قدسیا ۳۳٬۵۷۱ نفر جمعیت دارد و ۸۰۰ متر بالاتر از سطح دریا واقع شده‌است.